# Alexander Büttner
Alexander Büttner (Doetinchem, 11 de fevereiro de 1989) é um futebolista holandês que atua como lateral-esquerdo. Atualmente, joga pelo Vitesse.

## Carreira
Uma das grandes revelações do Vitesse, clube dos Países Baixos, nos últimos anos, Büttner vinha sendo observado há muito tempo por Alex Ferguson, treinador do Manchester United. No dia 21 de agosto de 2012, o clube inglês oficializou a contratação do lateral, que chega para brigar pela vaga de titular com o experiente Evra. Em 15 de setembro, fez sua estreia, marcando um dos gols da vitória por 4 a 0 sobre o Wigan Athletic.
Não tendo conseguido se firmar na equipe mancuniana (foram apenas 28 partidas disputadas), o lateral-esquerdo transferiu-se ao Dínamo de Moscou em 28 de junho de 2014. Em dezembro de 2015, deixou o Dínamo após jogar apenas 1 partida na temporada, sendo contratado pelo Anderlecht, por empréstimo. Após 16 partidas e um gol marcado, Büttner voltou ao Dínamo em 2016, mas continuou sendo escassamente aproveitado pela equipe.
Em janeiro de 2017, voltou ao Vitesse, clube onde iniciara a carreira, assinando por 2 anos e meio.

## Títulos
Manchester United
- Campeonato Inglês: 2012–13